# Fieseler Fi 157
Fieseler Fi 157  och Fieseler Fi 158 var två tyska flygplan som konstruerades på beställning av Reichsluftfahrtministerium.
I mitten på 1930-talet fick Gerhard Fieseler ett kontrakt från Technische Amt på Reichsluftfahrtministerium (RLM) att konstruera ett flygplan som kunde flyga utan pilot. Flygplanet skulle ha goda fart- och höjdprestanda eftersom det skulle tjänstgöra som målflygplan för luftvärnsartilleri.
Flygplanet skulle vid starten anbringas på ett bombflygplan och på lämplig höjd frikopplas och manövreringen togs över av en radiooperatör. 
Fieseler förslag Fi 157 godkändes av RLM och man inledde tillverkningen av tre prototyper. Samtidigt föreslog man vid Fieseler Werke att man skulle konstruera en bemannad variant, Fi 158. Den bemannade varianten skulle användas för utprovning av radiokontrollsystemet. 
Alla tre prototyperna av Fi 157 havererade under testflygningarna. Trots detta fortsatte arbetet med att ta fram Fi 158. Flygplanet med pilot flög första gången 1938, utöver att Fi 158 var försedd med en kabin var även landstället infällbart.
Fi 158 var helt tillverkad i trä och försedd med en 160 hp Hirth HM 506A sexcylindrig luftkyld motor som drev en tvåbladig ställbar metallpropeller. 